# HC Vítkovice
Le HC Vítkovice est un club de hockey sur glace de la ville d'Ostrava en Tchéquie.
L'équipe senior évolue dans l'Extraliga, plus haute division tchèque depuis 1993. Elle a remporté à deux reprises le championnat de Tchécoslovaquie, en 1952 et 1981.

## Histoire
Le club a été fondé en 1928 à Vítkovice, un quartier du sud d'Ostrava, à la suite d'une fusion entre SK Moravská Ostrava, Slavia et SK Slovan. Lors de la saison 1936-1937, le club est l'un des membres fondateurs du championnat tchécoslovaque de première division et participe même au premier match contre le Sparta Prague. En 1943 arrive la première relégation en deuxième division. La remontée dans l'élite est obtenue en 1949. Après deux secondes places, Vítkovice obtient le titre national en 1952.
En 1960, l'équipe est reléguée en deuxième division, remonte aussitôt mais redescend à nouveau quatre ans plus tard. En 1973, Vítkovice réintègre l'élite puis remporte en 1981 son deuxième titre de champion de Tchécoslovaquie. Un an plus tard, le club d'Ostrava se classe second de la Coupe d'Europe des clubs champions derrière le CSKA Moscou. Mais à la suite du départ des principaux joueurs, l'équipe est reléguée en 1985. Elle remonte en 1988 et n'a plus été reléguée depuis.
Le 1er janvier 1993, à la suite de la partition de la Tchécoslovaquie, l'équipe quitte le championnat tchécoslovaque et rejoint la nouvelle division élite tchèque. Depuis 2003, l'équipe porte le nom de HC Vítkovice Steel.
Au cours de son histoire, le club a porté les noms suivants : 
- 1928 - SSK Vítkovice (Sportovně společenský klub)
- 1936 - ČSK Vítkovice (Český sportovní klub)
- 1945 - SK Vítkovické železárny
- 1948 - Sokol Vítkovické železárny
- 1952 - Baník Vítkovice
- 1957 - VŽKG Ostrava (Vítkovické železárny Klementa Gottwalda)
- 1976 - TJ Vítkovice
- 1993 - HC Vítkovice

## Patinoire

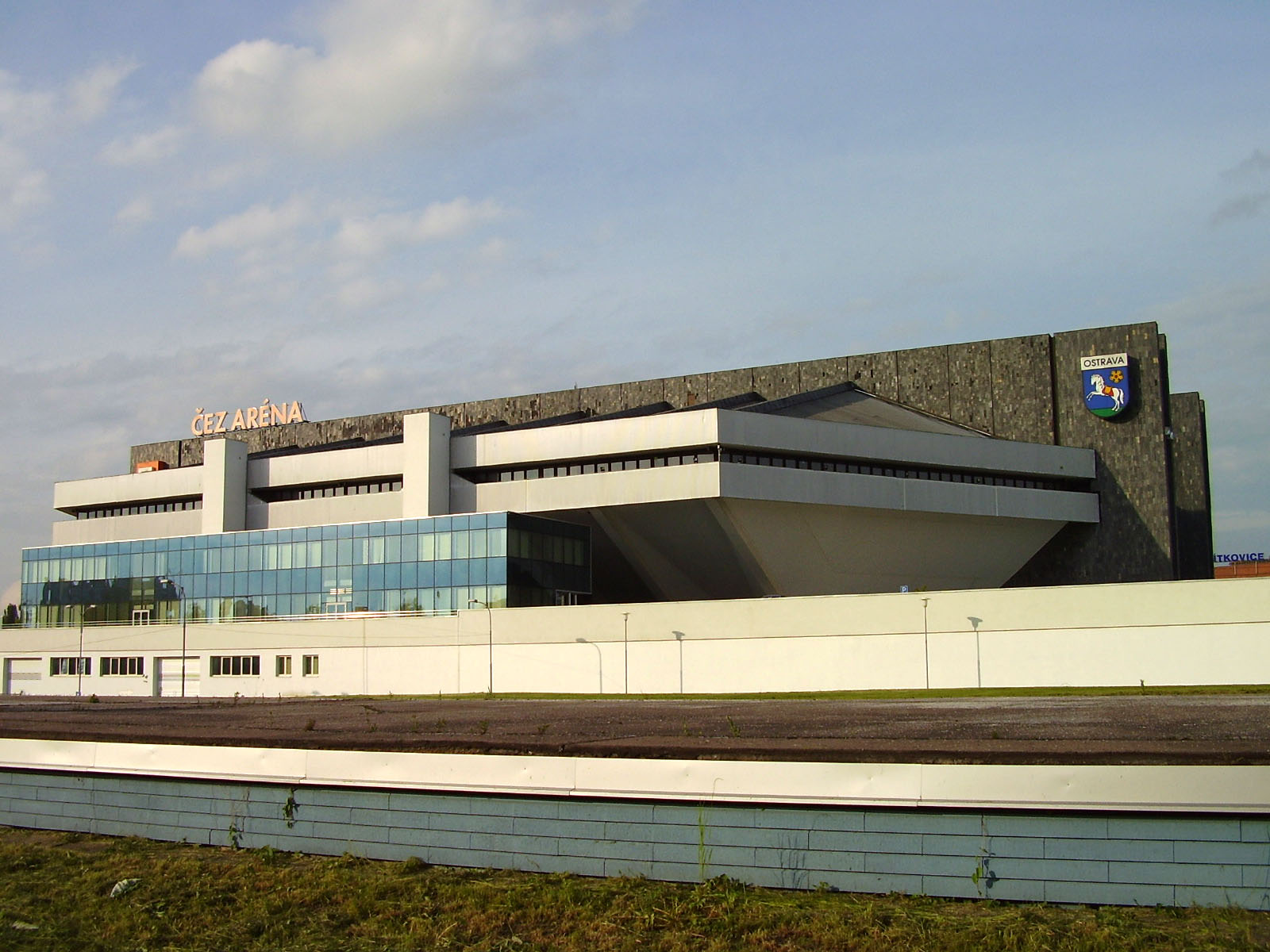
Photographie extérieure de la patinoire

La patinoire de l'équipe est la ČEZ Aréna utilisée depuis 1986. Elle portait alors le nom de Palác kultury a sportu (en français : Palais culturel et sportif). En 2002-03, la patinoire est rénovée et remise aux normes de sécurité.
L'édition 2004 du championnat du monde a eu lieu à Prague dans la Sazka Arena et dans la ČEZ Aréna pour les groupes du premier tour B et C. Par la suite le groupe F des équipes qualifiées y jouent leur second tour alors que les matchs des phases finales eurent tous lieu à Prague.
La salle a une capacité de 9 568 places pour les matchs de hockey, mais cette capacité peut passer à 12 000 places quand la glace de la patinoire est recouverte (pour des concerts). En plus de ces places, la salle possède 18 loges.
Des concerts et des comédies musicales se sont produits dans la salle (Sting, Aerosmith, José Carreras...)